# Universidade do Estado da Luisiana
A Universidade do Estado da Luisiana (em inglês: Louisiana State University ou Louisiana State University and Agricultural & Mechanical College) é a mais antiga universidade pública e uma das mais prestigiosas universidades do estado norte-americano da Luisiana.  
A universidade foi fundada em 1860 na cidade de Pineville como um seminário teológico e academia militar e passou por diversas reformas para expandir seu quadro técnico e educacional, tornando-se umas das principais universidades do sul estadunidense. Em 2021, a universidade registrou cerca de 30.000 docentes e mais de 4.500 alunos em cursos de especialização e pós-graduação em suas 14 faculdades e cursos associados. Como um dos principais centros de pesquisa científica da região onde se situa, a Universidade da Luisiana é classificada como nível "R1" no sistema Classificação Carnegie, indicando "alta atividade de pesquisa" pela instituição.
O campus principal da Universidade da Luisiana encontra-se na capital estadual Baton Rouge, sendo considerado um dos mais elaborados campi universitários dos Estados Unidos. A propriedade se expande por cerca de 650 acres de terra às margens do rio Mississippi e exibe grandes carvalhos seculares - muitos deles "adotados" por famílias que contribuem para a sua conservação - e diversas magnólias, a flor símbolo da Louisiana.